# Floriane de Lassée
Floriane de Lassée (née le 11 octobre 1977 à Paris) est une photographe et artiste plasticienne française.

## Démarche artistique
Floriane de Lassée naît à Paris, le 11 octobre 1977. Elle se dirige vers des études de photographie, désirant être peintre ou photographe. Elle obtient son premier diplôme au sein de l'École d'art graphique Penninghen à Paris, puis poursuit ses études outre-atlantique, et en ressort diplômée de l'International Center of Photography de New York, où elle a pu expérimenter toutes sortes de mediums et appareils photographiques, notamment la chambre photographique 4x5,.
Elle travaille principalement en mettant en scène ses sujets : artiste engagée, elle s'attache à représenter les femmes à travers le monde (modes de vie, traditions, rapport au corps…).  
Elle travaille aux côtés de Nicolas Henry.  

## Projets

### Inside Views (2004-2011)
Inside Views est une série photographique réalisée par Floriane de Lassée entre 2004 et 2011à travers les villes de New-York, Paris, Shanghaï, Istanbul, Tokyo, Las Vegas, Moscou ou encore Macao. Ces vues de nuits représente, à travers les fenêtres des building, des personnages seuls pour la plupart féminin,. Chaque image est un diptyque sans artifice ou retouche numérique réalisé à l'aide d'une chambre photographique. Cette série a fait l'objet de l'édition de sa première monographie chez Nazraeli Press. 

### Présences (2009-2015)
Présences  est une série rompant avec la contextualisation des personnages que l'on retrouvait dans sa série précédente. Ce projet présente des corps de femmes nues nébuleux sur fond blanc. La photographe a choisi de mettre en avant ses photographies en les disposant dans le sein de caissons lumineux 3D à l'échelle humaine. Pour cette série, Floriane de Lassée a également produit des vidéos rétro-éclairées en taille réelle,. 

### Où es-tu? (2010)
En 2010, Floriane de Lassée réalise son premier court-métrage : Où es-tu ?, s'inspirant de Playtime de Jacques Tati. Ce film a fait partie de deux expositions au Musée de l'Élysée à Lausanne, en Suisse. 

### Ciels de Seine (2011- )
Série réalisée sous les ponts de Paris, de la Loire puis Kyoto et Lyon, jusqu'à Chicago,. Floriane de Lassée propose les clichés de cette série à 180°, ainsi, le cours d'eau photographié remplace le ciel et le dessous du pont, le sol. 

### Half the Sky (2012-2014)
Après Inside Views, Floriane de Lassée découvre en 2012 le livre Half the Sky de WuDun et Kristoff. Elle propose, tel un hommage, une série photographique éponyme. La photographe met en scène diverses histoires de femmes, heureuses ou non, en quête d'elles-mêmes ou souhaitant au contraire maintenir ses traditions,. Cette série a été soutenue par L'Oréal et exposée au Women's Forum for the Economy and Society.

### How Much Can You Carry? (2012-2014)
Réalisée sur cinq continents en parallèle de la série précédente, il s'agit ici d'un hommage aux "caryatides modernes" ; celles dont la vie est difficile et où le sourire et le rire deviennent la clef d'une existence vivable. La série initiée en Éthiopie mettait en exergue le poids des biens de première nécessité échangés au marché local et ramenés surtout par des femmes. Puis, la série s'est enrichie d'un second niveau de lecture, plus métaphorique, faisant référence aux divers poids que nous portons tous, qu'ils soient physiques ou psychologiques.
Un livre est sorti aux éditions Filigranes,.

### Modern Sati (2016)
Réalisée au Rajasthan, un des États indiens où le statut des femmes est le plus bafoué, Modern Sati fait référence à l'acte des veuves hindoues s'immolant sur le bûcher funéraire de leur mari. Jusqu'au XIXe siècle, on estimait que si le mari mourrait, c'était que sa femme n'avait pas su remplir correctement son rôle d'épouse et méritait ainsi le même destin. Par ailleurs, à la mort de l'homme, et quelle que soit sa caste, elle perd encore aujourd'hui la garde de ses enfants et se doit d'aller vivre dans sa belle-famille sans jamais se remarier. Nombre de jeunes indiennes luttent pour rester célibataire et ainsi rester libre de leur destin.

### Trucks (2017)
Durant la période des moissons en Inde, les chargements de foin sur les camions, souvent de manière déraisonnable, ont été l'inspiration initiale de cette série nocturne,.

### Bâolis (2018)
En Inde, les Bâolis sont des puis à eau, permettant les ablutions et bains rituels, c’est aussi une source d’approvisionnement en eau potable pour tout le quartier ou tout le village. Il est la source de vie à tous niveaux depuis des millénaires. Pour les Hindous comme pour les Sikhs, il est sacré. Nombreuses fêtes religieuses y sont célébrées. Il y a toujours de l’eau dans les temples hindouistes pour les ablutions, mais il n’y a pas de séparation entre le sacré et le profane. Aujourd'hui, ce joyau d’architecture sert souvent de décharges à ordures. Cette nouvelle série réalisée par Floriane de Lassée en 2017 est une incitation à prendre conscience de l’urgence de préserver ces sources d’eau traditionnelles.

### Mamas Benz (2017-2020)[37]
En 2017, Floriane de Lassée est invitée en tant qu’artiste au forum économique Women in Africa Initiatives pour y réaliser une carte blanche durant 3 ans. Elle y développe une série graphique qu'elle intitule Mamas Benz. Représentant les participantes du forum, cette série de portraits, tel un palimpseste, mêle leur visage au traditionnel et mythique tissu wax africain. Le titre de la série, Mamas Benz, est un hommage aux Nanas Benz togolaises dont le commerce de pagnes en wax leur permit de devenir de puissantes et prospères femmes d'affaires.

## Expositions

### Expositions personnelles
| Année | Série exposée                             | Lieu                                                                        | Lieu                |
| ----- | ----------------------------------------- | --------------------------------------------------------------------------- | ------------------- |
| 2020  | How Much Can You Carry ? & Mamas Benz     | Maison des Arts et de la Culture de Créteil                                 | Créteil, France     |
| 2018  | Bâolis et Modern Sati                     | Inde. Contes et Réalités, Église Saint-Merry                                | Paris, France       |
| 2017  | Modern Sati & Trucks                      | La Galerie Particulière                                                     | Paris, France       |
| 2015  | How Much Can You Carry ?                  | Edelman Gallery                                                             | Chicago, USA        |
| 2015  | How Much Can You Carry ?                  | Traits d'Union, exposition extérieure sur les murs de la ville de Bonifacio | Corse, France       |
| 2014  | How Much Can You Carry ?                  | Musée des Avelines                                                          | Saint-Cloud, France |
| 2014  | How Much Can You Carry ? & Ciels de Seine | La Galerie Particulière                                                     | Paris, France       |
| 2014  | Trait d'Union                             | 12 Drouot                                                                   | Paris, France       |
| 2013  | Half the Sky                              | Global Women's Forum, soutenu par le Mécénat de L'Oréal                     | Deauville, France   |
| 2013  | How Much Can You Carry ?                  | KG+, Festival off de Kyotographie,                                          | Kyoto, Japon        |
| 2013  | How Much Can You Carry ?                  | Image ARK,                                                                  | Katmandou, Népal    |
| 2011  | Inside Views                              | Espace Dupon                                                                | Paris, France       |
| 2011  | Présences                                 | Galerie Philippe Chaume                                                     | Paris, France       |
| 2009  | Inside Views - Beijing                    | Galerie Philippe Chaume                                                     | Paris, France       |
| 2009  | Inside Views - Beijing                    | Paris-Beijing Photo Gallery                                                 | Pékin, Chine        |
| 2008  | Inside Views - Moscow                     | dans le cadre mois OFF de la Photo                                          | Paris, France       |
| 2008  | Inside Views                              | Paris-Beijing Photo Gallery                                                 | Pékin, Chine        |
| 2008  | Inside Views                              | Galerie Na Solyanke, Organisation : CM-Art                                  | Moscou, Russie      |
| 2008  | Inside Views                              | Galerie Philippe Chaume                                                     | Paris, France       |
| 2007  | Inside Views - Shanghaï                   | Galerie Philippe Chaume                                                     | Paris, France       |
| 2006  | Inside Views - New York & Shanghaï        | Organisation : CM-Art                                                       | Moscou, Russie      |
| 2005  | Inside Views - New York                   | Galerie Philippe Chaume                                                     | Paris, France       |

### Expositions collectives
| Année | Série exposée            | Lieu                                                                              | Lieu                         |
| ----- | ------------------------ | --------------------------------------------------------------------------------- | ---------------------------- |
| 2019  | How Much Can You Carry ? | Galerie les Filles du Calvaire                                                    | Paris, France                |
| 2019  | How Much Can You Carry ? | Rencontres photographiques du 10ème arrondissement                                | Parc Villemin, Paris, France |
| 2019  | How Much Can You Carry ? | Salon de la Photographie de la Porte de Versailles, collection Bachelot           | Paris, France                |
| 2019  | Le Caillou Pacifique     | Festival "Les femmes s'exposent"                                                  | Houlgate, Normandie, France  |
| 2018  | How Much Can You Carry ? | Invitée d’honneur au festival Photo Phnom Phen. Commissariat : Christian Caujolle | Phnom Penh, Cambodge         |
| 2018  | How Much Can You Carry ? | Trait d'Union, Mairie du 8e                                                       | Paris, France                |
| 2016  | Modern Sati              | Invitée d’honneur aux Rencontres internationales de la photo de Fès,              | Fès, Maroc                   |
| 2016  | Où es-tu ?               | Anonymats d’aujourd’hui, Musée de L'Élysée                                        | Lausanne, Suisse             |
| 2014  | How Much Can You Carry ? | Festival "Peuples et Nature,                                                      | La Gacilly, Bretagne, France |
| 2013  | Présences                | Musée de la Photographie André Villers                                            | Mougins, France              |
| 2010  | Inside Views             | Biennale Urbi & Orbi                                                              | Sedan, France                |
| 2009  | Supermarket              | Packaging, MUDAC (musée)                                                          | Lausanne, Suisse             |
| 2008  | Inside Views             | Biennale de la Cambre Architecture                                                | Bruxelles, Belgique          |
| 2007  | Inside Views             | Festival Voies Off 07                                                             | Arles, France                |
| 2006  | Inside Views             | Jeune Création 2006, La Bellevilloise                                             | Paris, France                |
| 2006  | Inside Views             | Festival Voies Off 06                                                             | Arles, France                |
| 2005  | Inside Views             | Association Florence, Espaces Commines                                            | Paris, France                |
| 2005  | Supermarket              | Hey, Hot Shot, Galerie JenBekman                                                  | New York, USA                |

## Commandes (extraits)
- 2017 : Carte blanche pour La Seine Musicale (Insula Orchestra, Hauts-de-Seine)
- 2017 : Carte blanche pour La Flamme Marie-Claire (France)
- 2015 : Carte blanche pour le parfum l’Extase de Nina Ricci

## Publications et parutions presse

### Livres
- How Much Can You Carry ? (monographie), éditions Filigranes, 2014.
- 100 000 ans de beauté (avec le soutien de la Fondation L'Oréal), éditions Gallimard Beaux Livres, 2009.
- Inside Views (monographie), éditions Nazraeli Press, 2008.

### Presse (extraits)
| Année | Série publiée / Sujet                                  | Journal                            | Pays          |
| ----- | ------------------------------------------------------ | ---------------------------------- | ------------- |
| 2019  | Publicité pour la Maison Montagut                      | De l'air                           | France        |
| 2018  | How Much Can You Carry ?                               | Le Courrier de l'Unesco            | France        |
| 2017  | Inside Views                                           | Lotte                              | Corée du Nord |
| 2017  | How Much Can You Carry ?                               | Marie Claire,                      | Roumanie      |
| 2016  | How Much Can You Carry ?                               | Photonews                          | Allemagne     |
| 2016  | How Much Can You Carry ?                               | The Guardian                       | Royaume-Uni   |
| 2016  | Inside Views                                           | Le Figaro, Hors-Série "Houllebecq" | France        |
| 2015  | How Much Can You Carry ?                               | Courrier international             | France        |
| 2015  | Half the Sky                                           | Marie Claire                       | Italie        |
| 2014  | How Much Can You Carry ?                               | Photo                              | France        |
| 2014  | Interview                                              | Le Figaro                          | France        |
| 2014  | How Much Can You Carry ?                               | The Huffington Post                | Royaume-Uni   |
| 2014  | How Much Can You Carry ?                               | Geo                                | Allemagne     |
| 2014  | How Much Can You Carry ?                               | Marie Claire                       | Italie        |
| 2014  | Communiqué de presse Trait d'Union, Musée des Avelines | Le Parisien                        | France        |
| 2013  | How Much Can You Carry ?                               | Cles                               | France        |
| 2011  | Présences                                              | De l'air                           | France        |
| 2011  | Présences                                              | Zoom                               | Italie        |
| 2009  | Interview / Inside Views                               | Build                              | Allemagne     |
| 2009  | Inside Views                                           | Air France Magazine                | France        |
| 2009  | Inside Views                                           | Life Magazine                      | Chine         |
| 2009  | Inside Views                                           | Civilization                       | Chine         |
| 2008  | Inside Views                                           | Code d'accès                       | France        |
| 2008  | Inside Views                                           | Le Soir                            | Belgique      |
| 2008  |                                                        | www.nytimes.com                    | États-Unis    |
| 2008  | Inside Views                                           | TGV Magazine                       | France        |
| 2007  | Inside Views                                           | Courrier international             | France        |
| 2007  | Inside Views                                           | Réponses Photo                     | France        |
| 2006  | Présentation de Floriane de Lassée                     | Photo Magazine                     | France        |
| 2006  | Inside Views                                           | Zoom                               | Russie        |

## Distinctions
- 2020 : Lauréate du Prix Carré sur Seine pour la série How Much Can You Carry ?[64]
- 2017 : Sélectionnée pour le huitième cycle du Prix Pictet (thème « Space » : série proposée Abandonned )
- 2014 : Lens Culture Emerging Talents 2014[5]
- 2013 : Sélectionnée pour le cinquième cycle du Prix Pictet (thème « Consommation » : série proposée How Much Can You Carry ?)
- 2010 : Sélectionnée pour le troisième cycle du Prix Pictet (thème « Croissance » : série proposée Inside Views)
- 2008 : Rising Talent, Global Women’s Forum
- 2007 : Nazraeli Press Award/ICP : Edition d’une monographie
- 2005 : Grand prize PDN Edu Photo Contest avec la série Nightviews – USA

## Collections privées et musées
- Collection Florence et Damien Bachelot
- Musée de l'Élysée (Lausanne, Suisse)
- Mercedes Erra
- Florence et Daniel Guerlain